# Egyptské ozbrojené síly
Egyptské ozbrojené síly jsou vojenské síly Egypta.
Egyptské ozbrojené síly jsou největší v Africe. Byly založeny v roce 1922. Skládají se z egyptské armády, egyptského námořnictva, letectva a sil protivzdušné obrany.
Podle egyptské ústavy, Egyptské ozbrojené síly se pod vedením generála příkazem nebo Nejvyšší rady vytvořené v době nouze a v čele s prezidentem, který je držitelem titulu nejvyššího vůdce egyptských ozbrojených sil, a skládá se z 21 důstojníků, kteří zastupují různé armádní složky a útvary ozbrojených sil.
Egyptské ozbrojené síly působili/působí v: Jižním Súdánu - nálety egyptského letectva na pozice rebelů z kmene Nuerů. Libyi - logistická podpora jednotek generála Haftara. Jemen - egyptský vojenský kontingent o síle skoro 1000 mužů bojuje na straně vlády jako člen vojenské koalice pod vedením Saúdské Arábie.